# Marek Plawgo
Marek Plawgo (ur. 25 lutego 1981 w Rudzie Śląskiej) – polski lekkoatleta, płotkarz i sprinter, od 2024 roku Prezes Dolnośląskiego Związku Lekkiej Atletyki. 

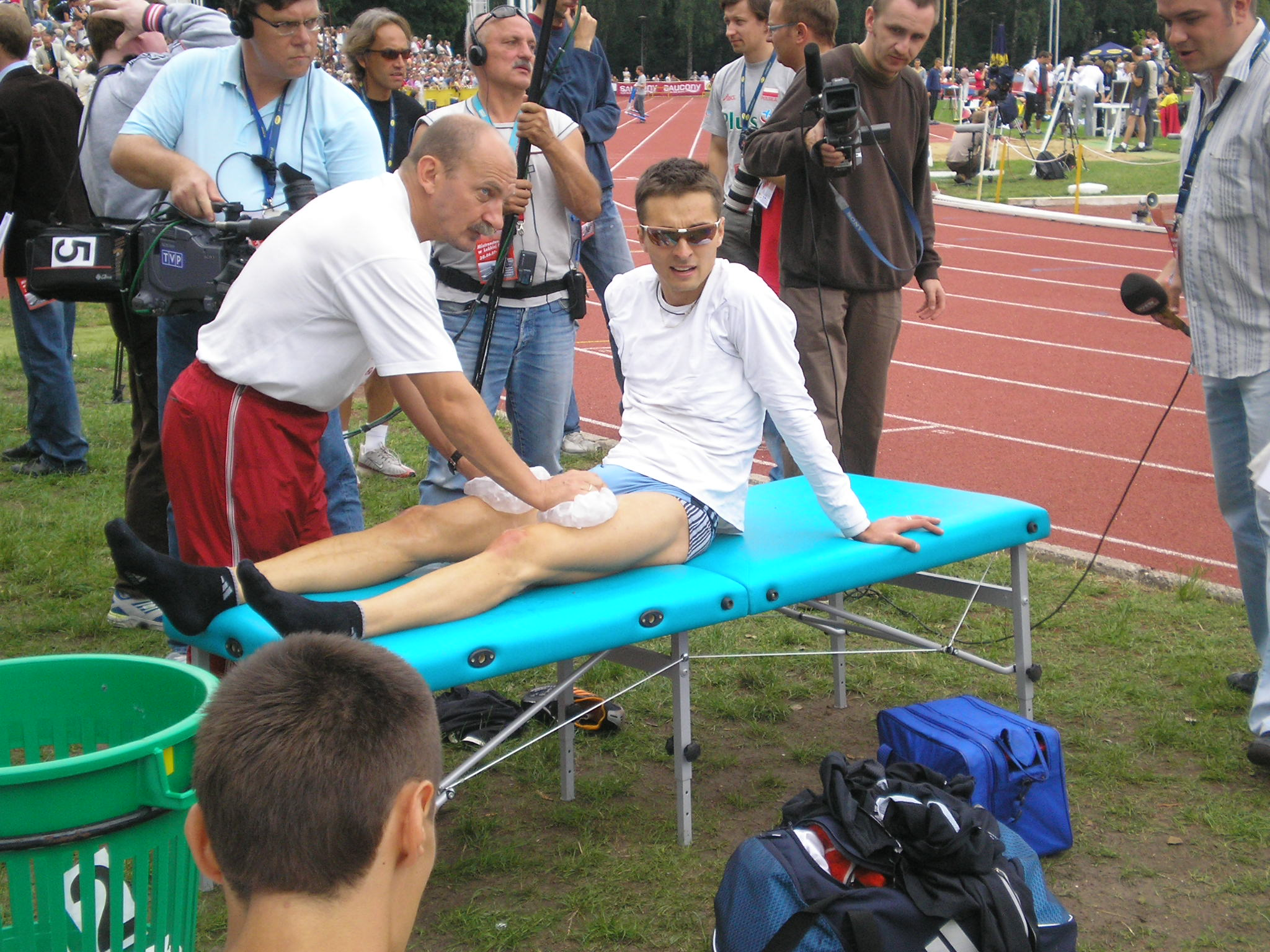
Marek Plawgo po biegu na Mistrzostwach Polski seniorów w lekkiej atletyce 2007

## Kariera
Przez większość kariery zawodnik KS Warszawianka. Jego koronny dystans to 400 m przez płotki. Jest rekordzistą Polski w tej konkurencji. Szereg wartościowych rezultatów uzyskał również w biegu płaskim na 400 m. Jest halowym rekordzistą kraju w tej konkurencji. W biegu na 400 m przez płotki zdobył mistrzostwo Polski w 2001, 2003, 2005, 2006, 2007, 2008, 2009, 2011 i 2012.
U progu kariery sportowej sięgnął po mistrzostwo świata juniorów w biegu na 400 m przez płotki oraz brązowy medal w sztafecie 4 x 400 m. Kilka miesięcy później w Osace, 12 maja 2001 nieoczekiwanie poprawił rekord Polski Pawła Januszewskiego – 48,16 s (wynik ten wyrównał w półfinale igrzysk olimpijskich w Atenach).
Na halowych mistrzostwach Europy w Wiedniu 2002 zdobył złoty medal na 400 m. W 2003 zwyciężył na 400 m przez płotki podczas młodzieżowych mistrzostw Europy w Bydgoszczy.
Na igrzyskach olimpijskich w Atenach (2004) zajął 6. miejsce w biegu na 400 m przez płotki; był też członkiem sztafety 4 x 400 m.
W 2006 na mistrzostwach Europy w Göteborgu zdobył srebrny medal w biegu na 400 m przez płotki, uzyskując czas 48,71 s.
W czerwcu 2007 zajął podczas Superligi Pucharu Europy w Monachium 2. miejsce w swojej koronnej konkurencji. Wprawdzie sędziowie zdyskwalifikowali pierwszego na mecie Periklísa Iakovákisa za przekroczenie toru i przyznali zwycięstwo Polakowi, ale po proteście ekipy Grecji przywrócili poprzednią kolejność.
28 sierpnia 2007 zdobył brązowy medal w biegu na 400 m przez płotki na Mistrzostwach Świata w Osace. W ostatnim dniu mistrzostw biegnąc w sztafecie 4 x 400 m zdobył również brąz. Jest pierwszym polskim lekkoatletą, który na jednych mistrzostwach świata sięgnął po dwa medale.
Po mistrzostwach odniósł kolejno trzy zwycięstwa na mityngach zagranicznych, z których najwartościowsze było zwycięstwo na zawodach Golden League w Berlinie z wynikiem 49,01 s. Niezwykle udany sezon uwieńczył zwycięstwem w Światowym Finale IAAF w Stuttgarcie z wynikiem 48,35 s.
Uznany lekkoatletą września 2007 w plebiscycie Europejskiego Stowarzyszenia Lekkiej Atletyki. W rankingu magazynu Track and Field News sklasyfikowany w 2007 na 2. miejscu w świecie w biegu na 400 m przez płotki. W światowym rankingu lekkoatletycznym zajął 3. pozycję. Został też laureatem Plebiscytu Przeglądu Sportowego na 10 najpopularniejszych sportowców Polski roku 2007 (7. miejsce) i zwycięzcą rankingu „Złote Kolce” za 2007 r.
Na kilka tygodni przed igrzyskami olimpijskimi w Pekinie Plawgo doznał kontuzji stopy, co zakłóciło przygotowania do najważniejszej imprezy czterolecia. Mimo to awansował do finału olimpijskiego i zajął tam 6. miejsce z wynikiem 48,52 s.

## Najważniejsze osiągnięcia
| Nazwa zawodów                  | Miejsce    | Data | Konkurencja | Wynik                  | Miejsce    |
| ------------------------------ | ---------- | ---- | ----------- | ---------------------- | ---------- |
| Mistrzostwa Europy juniorów    | Ryga       | 1999 | 400 m pł    | 52,17                  | 4. miejsce |
| Mistrzostwa świata juniorów    | Santiago   | 2000 | 400 m pł    | 49,23 (RPJ)            | Złoto      |
| Mistrzostwa świata juniorów    | Santiago   | 2000 | 4 x 400 m   | 3:07,05                | Brąz       |
| Superliga Pucharu Europy       | Brema      | 2001 | 400 m pł    | 48,98                  | 2. miejsce |
| Halowe mistrzostwa Europy      | Wiedeń     | 2002 | 400 m       | 45,39                  | Złoto      |
| Halowe mistrzostwa Europy      | Wiedeń     | 2002 | 4 x 400 m   | 3:05,50                | Złoto      |
| Superliga Pucharu Europy       | Annecy     | 2002 | 400 m       | 45,35                  | 3. miejsce |
| Mistrzostwa Europy             | Monachium  | 2002 | 400 m       | 45,40                  | 4. miejsce |
| Halowy Puchar Europy           | Lipsk      | 2003 | 400 m       | 46,76                  | 1. miejsce |
| Halowe mistrzostwa świata      | Birmingham | 2003 | 4 x 400 m   | 3:06,61                | Brąz       |
| Młodzieżowe mistrzostwa Europy | Bydgoszcz  | 2003 | 400 m pł    | 48,45                  | Złoto      |
| Młodzieżowe mistrzostwa Europy | Bydgoszcz  | 2003 | 4 x 400 m   | 3:03,32                | Złoto      |
| Igrzyska olimpijskie           | Ateny      | 2004 | 400 m pł    | 49,00 (pf. 48,16 – RP) | 6. miejsce |
| Superliga Pucharu Europy       | Florencja  | 2005 | 400 m pł    | 48,99                  | 2. miejsce |
| Superliga Pucharu Europy       | Florencja  | 2005 | 4 x 400 m   | 3:01,33                | 2. miejsce |
| Mistrzostwa Europy             | Göteborg   | 2006 | 400 m pł    | 48,71                  | Srebro     |
| Puchar świata                  | Ateny      | 2006 | 400 m pł    | 48,76                  | 3. miejsce |
| Superliga Pucharu Europy       | Monachium  | 2007 | 400 m pł    | 48,90                  | 2. miejsce |
| Mistrzostwa świata             | Osaka      | 2007 | 400 m pł    | 48,12 (RP)             | Brąz       |
| Mistrzostwa świata             | Osaka      | 2007 | 4 x 400 m   | 3:00,05                | Brąz       |
| Światowy Finał IAAF            | Stuttgart  | 2007 | 400 m pł    | 48,35                  | 1. miejsce |
| Superliga Pucharu Europy       | Annecy     | 2008 | 400 m pł    | 49,44                  | 2. miejsce |
| Igrzyska Olimpijskie           | Pekin      | 2008 | 400 m pł    | 48,52                  | 6. miejsce |
| Igrzyska Olimpijskie           | Pekin      | 2008 | 4 x 400 m   | 3:00,32                | 7. miejsce |
| Światowy Finał IAAF            | Stuttgart  | 2008 | 400 m pł    | 51,13                  | 6. miejsce |

## Światowy ranking lekkoatletyczny
- 2007 – 3. miejsce
- 2008 – 6. miejsce

## Ranking Track and Field News
- 2007 – 2. miejsce
- 2008 – 7. miejsce[3]

## Listy światowe
- 2001 – 8. miejsce (48,16 s)
- 2002 – 10. miejsce (48,25 s)
- 2003 – 8. miejsce (48,45 s)
- 2004 – 10. miejsce (48,16 s)
- 2006 – 10. miejsce (48,57 s)
- 2007 – 5. miejsce (48,12 s)
- 2008 – 9. miejsce (48,52 s)

## Rekordy życiowe
| Stadion | Hala                                                                              |
| bieg na 100 metrów – 10,60 s. (22.09.2001, Kraków)                                                         |                                                                                   |
| bieg na 200 metrów – 20,61 s. (25.05.2002, Biała Podlaska) – 10. wynik w historii polskiej lekkoatletyki   | bieg na 200 metrów – 21,30 s. (02.03.2003, Spała)                                 |
| bieg na 300 metrów – 32,77 s. (29.05.2002) – do 2014 rekord Polski                                         |                                                                                   |
| bieg na 400 metrów – 45,35 s. (22.06.2002, Annecy – Francja) – 11. wynik w historii polskiej lekkoatletyki | bieg na 400 metrów – 45,39 s. (03.03.2002, Wiedeń – Austria) – były Rekord Polski |
| bieg na 110 metrów przez płotki – 14,91? s. (1997)                                                         | bieg na 60 metrów przez płotki – 8,15 s. (24.01.1999, Spała)                      |
| bieg na 400 metrów przez płotki – 48,12 s. (28.08.2007, Osaka – Japonia) – Rekord Polski                   |                                                                                   |